# Morte accidentale di un anarchico
Morte accidentale di un anarchico è una delle commedie più note di Dario Fo, rappresentata per la prima volta il 5 dicembre 1970 a Varese da Fo e il suo gruppo teatrale "La Comune".
La commedia è dedicata alla "morte accidentale", come ironicamente ricorda il titolo stesso, sostenendosi nell'opera la tesi dell'omicidio, dell'anarchico Giuseppe Pinelli, avvenuta nella questura di Milano in circostanze inizialmente non chiare, poi archiviate da un'indagine della magistratura come un caso di "malore attivo", il 15 dicembre 1969, cadendo dalla finestra del quarto piano durante il suo interrogatorio.
L'allestimento dello spettacolo costò a Fo più di quaranta processi in varie parti d'Italia: per evitare problemi di tal genere Fo spostò l'azione della commedia dall'Italia agli Stati Uniti d'America, dove negli anni venti, nella città di New York, era accaduto un fatto di cronaca simile agli avvenimenti accaduti intorno alla morte di Pinelli che aveva avuto come protagonista Andrea Salsedo, amico di Bartolomeo Vanzetti.
L'opera nacque e si sviluppò grazie a materiali reperiti dai coniugi Fo (verbali dei processi, articoli di stampa, interviste) e cambiò forma man mano che nuove notizie contribuivano all'approfondimento sul caso Pinelli: fu così che dal 1970 al 1973 si ebbero tre stesure del lavoro.

## Trama
L'opera inizia in una stanza della questura milanese, dove il commissario Bertozzo minaccia di arrestare un personaggio che si rivela essere un matto, e che è il filo conduttore dell'intera commedia. Il matto è stato fermato perché malato di una fantomatica "istriomania", ossia il bisogno irrefrenabile di spacciarsi per altre persone. Spazientito dai rocamboleschi ragionamenti del matto, Bertozzo ne ordina il rilascio: il matto si ritrova da solo nella stanza del commissario, venendo in possesso di alcuni importanti documenti relativi alla morte di un anarchico, caduto da una finestra nel corso di un interrogatorio della polizia in circostanze poco chiare.
Nella scena seguente, in un'altra stanza della questura, il Matto fa credere al questore e al commissario Sportivo - trasposizione di Luigi Calabresi - di essere l'ispettore del ministero venuto a riaprire il caso del defenestramento dell'anarchico. Fingendo di cercare una soluzione adatta a tutti, riesce a fare ammettere loro tutte le contraddizioni dei verbali ufficiali, mettendo in ridicolo le dichiarazioni ufficiali dei presenti all'avvenimento.
Accade però che il questore debba ricevere una giornalista, Maria Feletti, nota per la caparbietà con la quale mette solitamente in dubbio le dichiarazioni riguardanti il caso e per la sua intenzione di scoprire la verità. Mentre il questore decide di rinviare l'intervista, il matto suggerisce loro di non farlo: egli si spaccerà per il capo della polizia scientifica, il dottor Piccinni, in modo tale che se l'articolo dovesse risultare non gradito al questore, si potrà facilmente smentire la veridicità delle affermazioni della giornalista ponendole di fronte il vero Piccinni.
Il questore ed il commissario appoggiano l'idea del matto, non sapendolo tale, e decidono di affrontare la giornalista.
L'arrivo di Bertozzo, che riconosce il Matto, genera una situazione da commedia degli equivoci; nessuno infatti crede a ciò che dice, mentre il Matto continua a fare il doppio gioco: da una parte, finge di voler salvaguardare la faccia dei rappresentanti dell'ordine, ma in realtà fa delle provocazioni di fronte alle incalzanti insinuazioni della giornalista, che è convinta che l'anarchico sia stato assassinato.
Bertozzo si fa insistente e la giornalista inizia a sospettare che le si stia mentendo: il matto, allora, si traveste ancora una volta e diventa un vescovo.
A un certo punto tutti gli altri presenti vengono ammanettati: salta improvvisamente la luce e si sente un urlo del Matto. Le luci si riaccendono, la giornalista riesce a sfilarsi dalle manette e vede che il Matto è cascato dalla finestra. Si convince così che anche la caduta dell'anarchico è stata accidentale, salvo poi ricredersi dopo che Bertozzo, per farle un baciamano, si sfila anch'egli agevolmente dalle manette.
L'opera termina con l'arrivo di un uomo con una barba, che tutti credono essere il Matto ma è il vero ispettore del ministero: tutti, rassegnati, dicono "cominciamo da capo".
Un altro finale alternativo, più volte portato in scena, non prevede il salto del matto dalla finestra, ma la declamazione di un epilogo nel quale egli si rivela per ciò che è, spronando i presenti allo svelamento dei reali accadimenti riguardo alla morte dell'anarchico. Solo con l'esplosione dello scandalo la società italiana potrà infatti arrivare allo sdegno e alla repulsione, al "rutto liberatorio" reclamando la verità ed avviandosi ad un processo di democratizzazione sociale. 

## Il contesto storico
Le circostanze della caduta di Giuseppe Pinelli che ne provocò la morte hanno destato continui sospetti per via di alcune circostanze, come il clima di tensione vissuto nel capoluogo lombardo a seguito della strage di piazza Fontana del 12 dicembre 1969, per il quale l'anarchico era stato fermato.
Nel 1975 l'inchiesta del giudice Gerardo D'Ambrosio si concluse identificando la causa della morte dell'anarchico come "malore attivo", a causa del quale precipitò dalla finestra aperta al quarto piano della questura di Milano.